# Waitati (Neuseeland)
Waitati ist ein Dorf innerhalb des Stadtgebietes von Dunedin City in der Region Otago auf der Südinsel von Neuseeland.

## Namensherkunft
Waitati, das früher Blueskin genannt wurde, bezog seinen Namen von den gleichnamigen Fluss der durch das Dorf fließt. Der heutige Name des Dorfes scheint eine Abwandlung der Zusammensetzung der maorischen Begriffe „wai“ für Wasser und „tete“ für Enten zu sein.

## Geographie
Das Dorf befindet sich rund 15 km nördlich des Stadtzentrums von Dunedin an der Blueskin Bay, einem Inlett, das durch eine Landzunge vom Pazifischen Ozean geschützt wird. Der Waitati River durchfließt das Inlett, bevor er das Meer erreicht. Durch den westlichen Teil des Ortes führt der New Zealand State Highway 1, der in der Region auch als „Dunedin Northern Motorway“ bekannt ist. Die Eisenbahnstrecke der Main South Line führt an der Blueskin Bay entlang und durchquert dabei Waitati. Der alte Bahnhof ist erhalten geblieben, da eine Ausweiche und Teile des alten Bahnhofsgebäudes von Eisenbahnarbeitern genutzt werden.

## Geschichte
Waitati war Ziel für viele deutsche Auswanderer. Deshalb besitzt Waitati bis heute einen relativ hohen Anteil an Einwohnern deutscher Abstammung. 4,2 % der Bewohner von Waitati sprechen noch die deutsche Sprache.

## Bevölkerung
Zum Zensus des Jahres 2013 zählte der Ort 513 Einwohner, 2,2 % mehr als zur Volkszählung im Jahr 2006.

## Wirtschaft
In dem Dorf und seinem Umland wird bevorzugt Gartenbau betrieben.

## Verkehr
Waitati liegt an der Bahnstrecke Lyttelton–Invercargill. Die Eisenbahn ging hier 1877 in Betrieb. Nachdem im Februar 2002 der Southerner eingestellt wurde, findet hier heute ausschließlich Güterverkehr statt.

## Sehenswürdigkeiten
Das Orokonui-Ecosanctuary-Naturschutzprojekt befindet sich südwestlich von Waitati und ist offen für Besucher.

## Veranstaltungen
Die Waitati Militia, eine Gruppe die „nichttödliche“ Kriegsführung propagiert, wurde in Waitati gegründet. Jedes Jahr zu Silvester wird von Mitgliedern der Gruppe der Waitati New Year's Eve Battle ausgefochten, eine Spassveranstaltung, an der zuweilen auch prominente Politiker teilnehmen, wie im Jahr 2013 Metiria Turei, Politikerin der Green Party of Aotearoa New Zealand. Der Kampf folgt jeweils einem festgelegten Ritual in drei Akten.